# ادموند ویس
ادموند ویس (انگلیسی: Edmund Weiss; ۲۶ اوت ۱۸۳۷ – ۲۱ ژوئن ۱۹۱۷) دانشمند در زمینه اخترشناسی اهل اتریش بود. وی در فروالدوف، سیلسیای اتریش، اکنون جسنیک، سیلسیای چک متولد شد. پدرش یوزف ویس (۱۷۹۵–۱۹۴۷) پیشگام هیدروپاتی بود، برادر دوقلوی او آدولف گوستاو ویس (۱۸۳۷–۱۸۳۷) یک گیاه‌شناس شد.

## زندگی‌نامه
او در ۱۸۶۹ به سمت استادی دانشگاه وین رسید. او به عنوان مدیر رصدخانه وین در سال ۱۸۷۸ نام گذاری شد. او همچنین به عنوان رئیس کمیسیون اندازه‌گیری درجه آزادی اتریش خدمت کرد.
او تعدادی از مشاهدات دنباله‌دار و نجومی را در nachrichten بین سال‌های ۱۸۵۹ و ۱۹۰۹ منتشر کرد. در ۱۸۹۲ او "اطلس der" را منتشر کرد که اطلس تصویری ستاره‌شناسی در آلمان بود.